# 杰斐逊 (俄亥俄州)
杰斐逊（Jefferson）是美国俄亥俄州阿什塔比拉县的一个村，是阿什塔比拉县的县城。2010年人口普查时人口为3120人。现代杰斐逊世界上唯一的婴儿车博物馆和一个历史建筑，包括数十座修复的19世纪建筑。 约书亚·吉丁斯律师事务所也被恢复为博物馆。 每年的村庄活动包括阿什塔比拉县博览会，草莓节，杰斐逊节和廊桥节。

## 历史
杰斐逊由托马斯·杰斐逊执政期间的美国邮政署长基德·格兰杰（Gideon Granger）于1803年正式成立。